# XM29 OICW
XM29 OICW(Objective Individual Combat Weapon)는 미국 국군의 OICW 프로그램에 의해 미국의 얼라이언트 시스템스와 독일의 헤클러&코흐에서 공동으로 개발되었던 돌격소총이다. 기본적으로 5.56 mm NATO 탄을 쓰는 KE 모듈과 공중폭발형 유탄을 쓰는 HE 모듈로 이루어져 있다. SABR(Selectable Assault Battle Rifle)으로도 불린다.

## 같이 보기
- FN F2000
- 대우 K11